# Ander Larrea
Ander Larrea Murga (Bilbao, Vizcaya, 23 de enero de 1989) es un exfutbolista español que jugaba como lateral derecho.

## Trayectoria

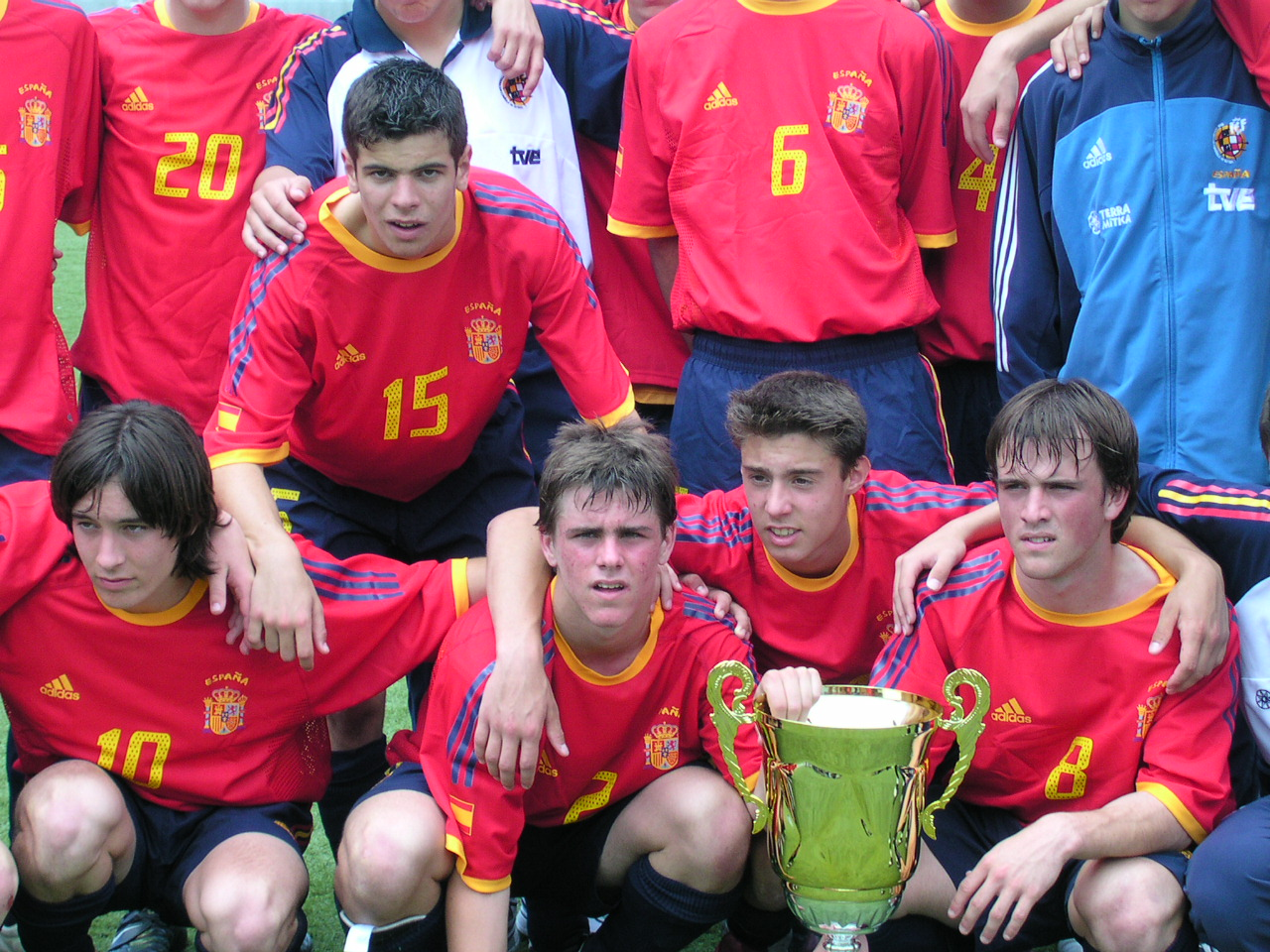
Memorial Pancracio Socas.

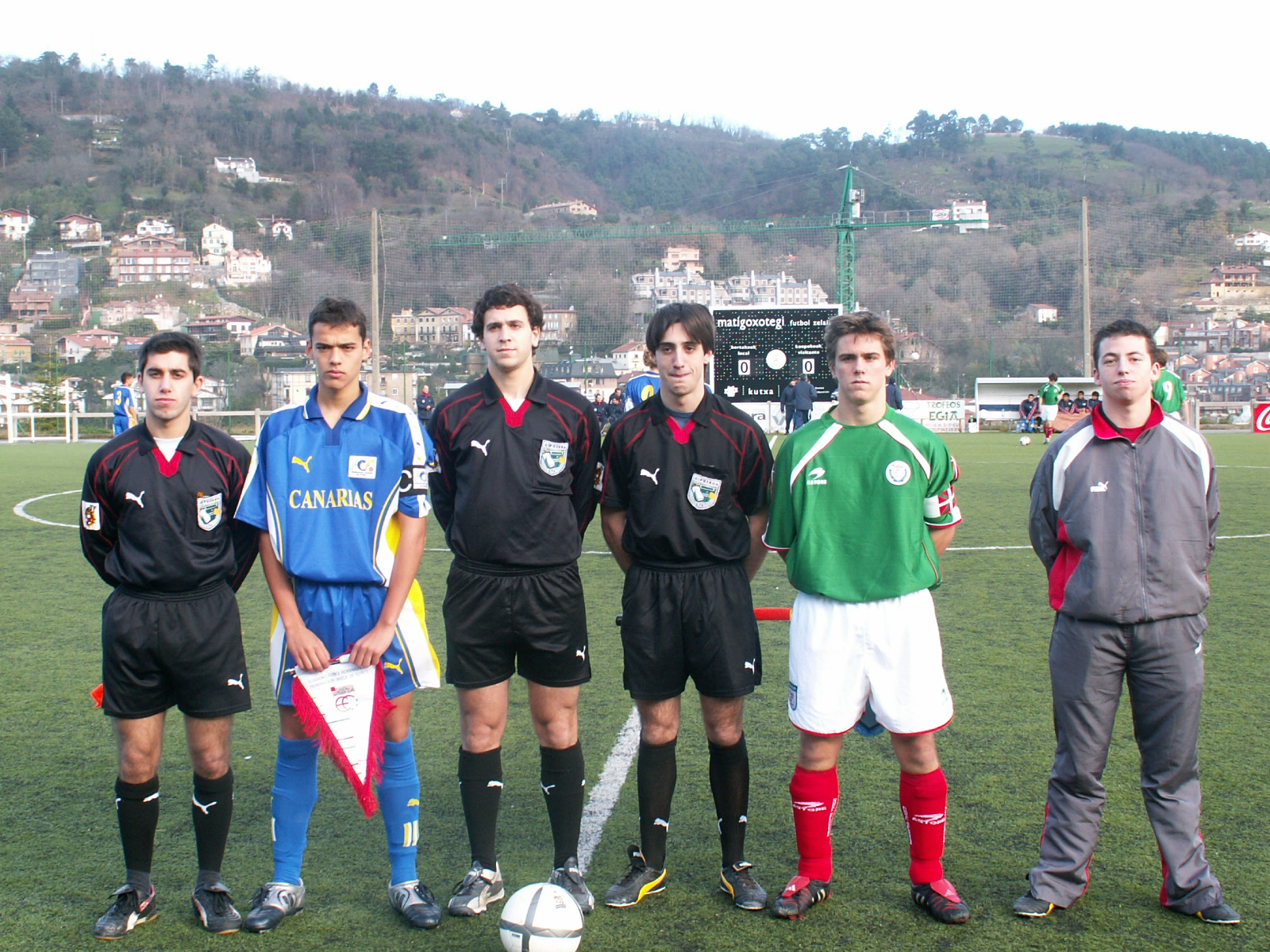
Con la selección del País Vasco.

Ander llegó en el año 2000 a las categorías inferiores del Athletic Club. En 2007 jugó en el segundo filial bilbaíno, el CD Basconia, y en el Bilbao Athletic. En 2009, tras no promocionar al primer equipo, se marchó al Real Oviedo. Meses después fue cedido a la Gimnástica de Torrelavega. Se retiró en las filas del Santutxu con sólo 24 años.
Tras su retirada, se dedicó a trabajar como representantes de futbolistas en una conocida agencia.

## Selección nacional
Fue internacional sub-17 con la selección española, además de ser capitán de la selección de Euskadi alevín, cadete y juvenil.

## Clubes
| Club                          | País   | Año                |
| ----------------------------- | ------ | ------------------ |
| CD Basconia                   | España | 2007-2008          |
| Bilbao Athletic               | España | 2007-2009          |
| Real Oviedo                   | España | 2009-2010 (cedido) |
| Gimnástica de Torrelavega     | España | 2010 (cedido)      |
| Sociedad Deportiva Amorebieta | España | 2010-2011          |
| Club Portugalete              | España | 2011-2012          |
| Santutxu Futbol Club          | España | 2012-2013          |